# Obrostka
Obrostka (Dasypoda) – rodzaj pszczół z rodziny spójnicowatych (Melittidae). Charakteryzują się silnie owłosionym ciałem. Tylne golenie samic wyposażone w gęste szczoteczki, na których zbierany jest pyłek. Wszystkie gatunki zakładają swoje gniazda w wykopanych przez siebie norkach w ziemi. Norki obrostek są dość głębokie (u obrostki letniej to ok. 40–60 cm), głębsze od należących do tej samej rodziny spójnic (Melitta) i skrócinek (Macropis).

## Występowanie
Obrostki występują wyłącznie na terenie Palearktyki, od Maroka, aż po Japonię. Większość gatunków skupiona jest jednak w zachodniej części tej krainy. W Polsce stwierdzono występowanie 4 gatunków. Są to:
- obrostka ciemnonoga (Dasypoda argentata),
- obrostka rudogonka (Dasypoda aurata),
- obrostka letnia (Dasypoda hirtipes),
- Dasypoda morawitzi.

## Gatunki
Do tej pory opisano 42 gatunki obrostek, których większość rozmieszczona jest w czterech różnych podrodzajach.
- Dasypoda Michez, 2004
  - Dasypoda albipila Spinolla, 1838
  - Dasypoda chinensis Wu, 1978
  - Dasypoda cockerelli Yasumatsu, 1935
  - Dasypoda dusmeti Quilis, 1928
  - Dasypoda gusenleitneri Michez, 2004
  - Dasypoda hirtipes Fabricius, 1793 – obrostka letnia
  - Dasypoda japonica Cockerell, 1911
  - Dasypoda litigator Baker, 2002
  - Dasypoda maura Pérez, 1895
  - Dasypoda morawitzi Radchenko, 2016
  - Dasypoda oraniensis Pérez, 1896
  - Dasypoda pyriformis Radoszkowski, 1887
  - Dasypoda riftensis Michez & Pauly, 2012
  - Dasypoda sinuata Pérez, 1895
  - Dasypoda sichuanensis Wu, 2000
  - Dasypoda syriensis Michez, 2004
  - Dasypoda tibialis Morawitz, 1880
  - Dasypoda tubera Warncke, 1973
  - Dasypoda warnckei Michez, 2004

- Heterodasypoda Michez, 2004
  - Dasypoda albimana Pérez, 1905
  - Dasypoda michezi Radchenko, 2017
  - Dasypoda morotei Quilis, 1928
  - Dasypoda pyrotrichia Förster, 1855
  - Dasypoda radchenkoi Ghisbain & Wood, 2023[9]

- Megadasypoda Michez, 2004
  - Dasypoda argentata Panzer, 1809 – obrostka ciemnonoga
  - Dasypoda aurata Rudow, 1881 – obrostka rudogonka
  - Dasypoda braccata Eversmann, 1852
  - Dasypoda frieseana Schletterer, 1890
  - Dasypoda intermedia Michez, 2005
  - Dasypoda longigena Schletterer, 1890
  - Dasypoda patinyi Michez, 2002
  - Dasypoda spinigera Kohl 1905
  - Dasypoda toroki Michez, 2004
  - Dasypoda visnaga Rossi, 1790
  - Dasypoda vulpecula Lebedev, 1929

- Microdasypoda Michez, 2004
  - Dasypoda brevicornis Pérez, 1895
  - Dasypoda cingulata Erichson, 1835
  - Dasypoda crassicornis Friese, 1896
  - Dasypoda iberica Warncke, 1973
  - Dasypoda schwarzi Radchenko & Michez, 2022

Niepewne pozycje taksonomiczne mają Dasypoda comberi oraz Dasypoda delectabilis.